# 野田岩
野田岩（のだいわ）は東京都港区東麻布にある老舗鰻料理店。

## 歴史
初代岩次郎が麻布田島町にあった当時の有名鰻店狐鰻で修行し、寛政年間現在地の飯倉四丁目に独立して野田屋を立ち上げた。周辺の武家地を商圏として仕出しを行い、また赤羽橋を隔てて赤羽にあった水天宮の参拝客でも賑わった。
一・二代目と店の繁栄を続け、明治9年（1876年）『東都食通番附』では三番目に列せられる。しかしながら、明治4年（1871年）水天宮は赤坂に移転して賑いも薄れ、三代目が放蕩気味だったことでやや衰退した。四代目金本勝次郎は職人気質で、昭和20年（1945年）の東京大空襲での被害、戦後の混乱を乗り越え暖簾を守った。
昭和32年（1957年）、長男兼次郎が五代目を継いだ。戦後天然鰻の入手が困難になり、店を度々閉めざるを得なくなったため、養殖鰻の導入を決断した。更に下北沢、銀座や百貨店に進出して多店舗展開を進め、真空パックによる市販、ワインやキャビアとの食べ合わせを勧めるなど、新しい試みを次々と打ち出した。80歳を過ぎた現在でも現役で調理場に立ち、平成19年（2007年）厚生労働省より現代の名工に認定され、平成25年（2013年）にはNHKプロフェッショナル仕事の流儀に取り上げられるなど、メディアへの露出が増えた。
鰻料理店にとっては本来書き入れ時であるはずの土用の丑の日は「提供する鰻の品質を低下させたくない」との理由で休業としている。
六代目は婿の昇が継ぐ予定である。

## 顧客
六代目尾上菊五郎が贔屓としていて、「親父が四代、倅が五代、己が六代目」と語っていた。
池波正太郎『銀座日記』には度々日本橋髙島屋店を訪れる場面が登場する。
昭和天皇にも納入しており、宮内庁とも親しく、明仁親王の結婚会見前夜には小泉信三等が記者から逃れて二階に隠れたという。

## 各店舗
- 麻布飯倉本店 - 東京都港区東麻布一丁目5番4号 - 昭和50年（1975年）飛騨高山の古民家を移築し、土蔵造風の店舗とした。
- 銀座店 - 東京都中央区銀座四丁目2番15号 塚本素山ビル地下1階
- 下北沢店 - 東京都世田谷区北沢二丁目19番15号
- 日本橋髙島屋店 - 東京都中央区日本橋二丁目4番1号 日本橋高島屋4階特別食堂内
- パリ店 - パリ市1区サントノーレ通り272番地

## 関連店舗
直接の支店の他にも、親族創業の野田岩を名乗る店舗がいくつか存在する。
- 横浜野田岩 - 神奈川県横浜市西区北幸二丁目13番9号
  - 野田岩横浜高島屋店 - 神奈川県横浜市西区南幸一丁目6番31号 横浜高島屋5階
- 大森野田岩 - 東京都大田区大森北一丁目30番8号
- うなぎ処おお葉（旧かね本野田岩） - 東京都千代田区内神田三丁目10番1号 大木ビル1階

## ギャラリー

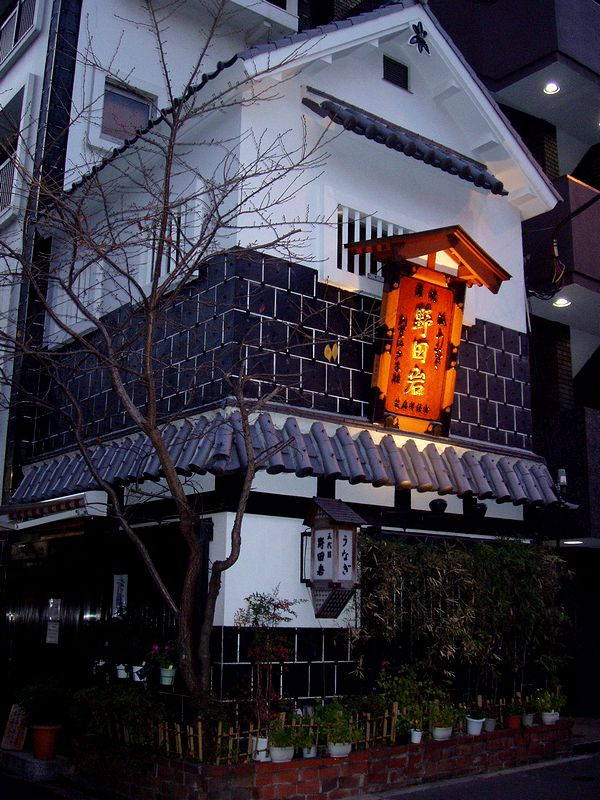
南東側の外観（2007年12月24日撮影）
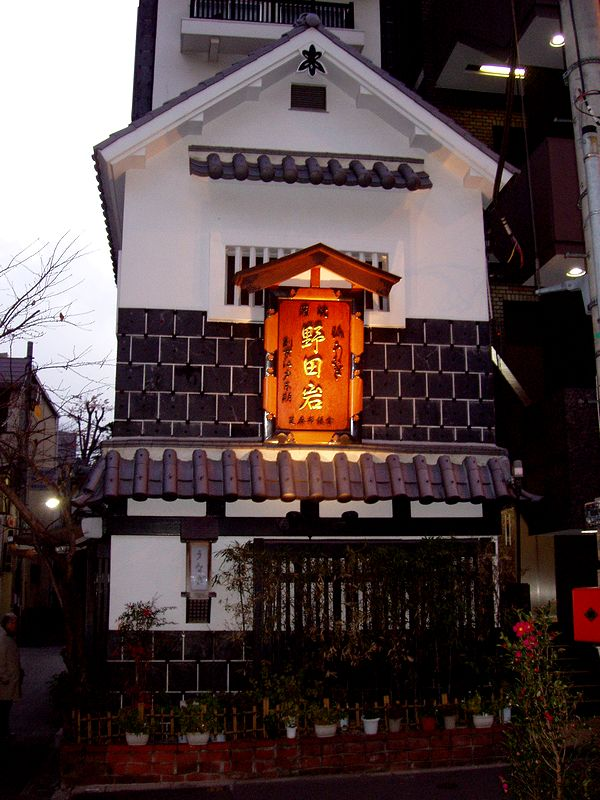
東側の外観（2007年12月24日撮影）
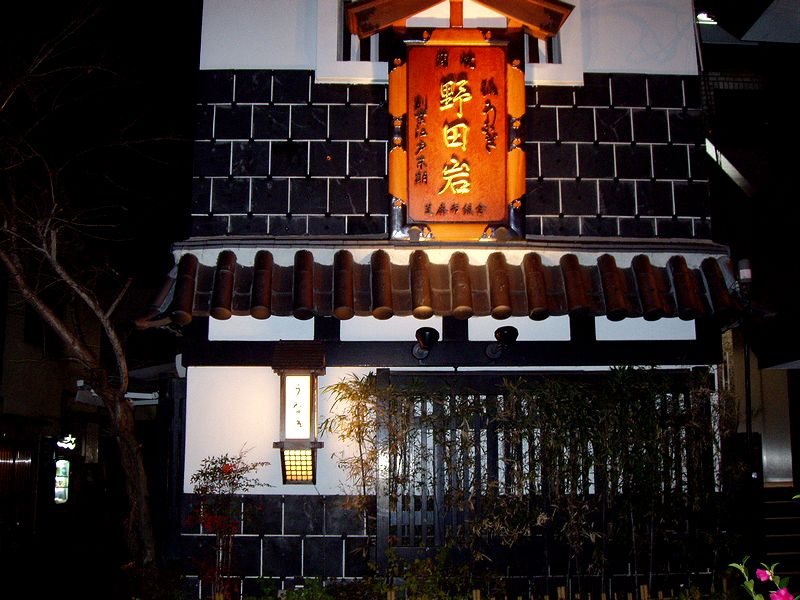
東側1階の外観（2007年12月24日撮影）